# 阳泉路
阳泉路是中華人民共和國上海市靜安區一條南北走向沥青道路，道路北起一二八紀念路，南至場中路。道路東側是西泗塘。道路自南向北分別与闻喜路、临汾路、汾西路相交。道路全长约1140米，宽16米，其中车行道宽10米。道路於1985年至1987年間修建。路名來自於山西省阳泉市。